# Mörtegöl (Hälleberga socken, Småland, 630160-148747)
Mörtegöl är en sjö i Nybro kommun i Småland och ingår i Ljungbyåns huvudavrinningsområde.